# Milonja Đukić
Milonja Đukić (en serbe en écriture cyrillique : Милоња Ђукић) est un footballeur yougoslave d'origine serbe et monténégrine né le 12 décembre 1965 à Ivangrad (auj. Berane) en Yougoslavie (auj. au Monténégro) qui évoluait au poste d'attaquant.